# بایانگووی
بایانگووی (به لاتین: Bayangovi) یک منطقهٔ مسکونی در مغولستان است که در استان بایان‌خونگور واقع شده‌است.